# ني كوانج
ني كوانج (30 مايو 1935 - 3 يوليو 2022)، اسم مجاملة Yiming، المعروف باسمه المستعار Ni Kuang (يُكتب أيضًا بالحروف اللاتينية Ngai Hong و I Kuang و Yi Kuang)، هو روائي وكاتب سيناريو من هونغ كونغ الأمريكية. كتب أكثر من 300 رواية باللغة الصينية، وأكثر من 400 سيناريو فيلم.

## روابط خارجية
- ني كوانج على موقع IMDb (الإنجليزية)
- ني كوانج على موقع الموسوعة البريطانية (الإنجليزية)
- ني كوانج على موقع ألو سيني (الفرنسية)
- ني كوانج على موقع أول موفي (الإنجليزية)
- ني كوانج على موقع قاعدة بيانات الفيلم (الإنجليزية)